# Tjeerd de Groot
Tjeerd Cornelis de Groot (Haarlem, 10 april 1968) is een voormalig lid van de Tweede Kamer namens D66.

## Biografie
De Groot studeerde bestuurskunde aan de Rijksuniversiteit Leiden. Als student-assistent van Jouke de Vries evalueerde hij in 1990 samen met De Vries de Algemene Inspectiedienst naar aanleiding van de visserijfraude. In 1997 promoveerde hij in Leiden op de 'EU-onderhandelingen over hervormingen van het Gemeenschappelijk Landbouwbeleid'. Vanaf 1997 maakte hij carrière bij het Ministerie van Landbouw, Natuurbeheer en Visserij en was beleidsmedewerker, politiek adviseur van minister Laurens Jan Brinkhorst (2000) en MT-lid van de directie Internationale Zaken (2002-2005). Van 2005 tot 2009 werkte De Groot op de Nederlandse ambassade in Berlijn als landbouwraad. Vervolgens was hij tot medio 2010 plaatsvervangend directeur Internationale Zaken op het ministerie. Ook was hij lobbyist voor de Nederlandse Zuivel Organisatie.

### Politieke carrière
Hij was directeur van de Nederlandse Zuivel Organisatie (NZO) totdat hij op 23 maart 2017 geïnstalleerd werd als lid van de Tweede Kamer.
In september 2019 stelde De Groot voor de Nederlandse veestapel te halveren, als oplossing voor de problematiek die ontstond na het ongeldig verklaren van het Programma Aanpak Stikstof. D66 hoopt daarmee ‘De uitstoot van stikstof tegen te gaan en woningbouw mogelijk maken.’ Deze uitspraken vormden aanleiding voor een groot protest van duizenden boeren op het Malieveld op 1 oktober 2019.
Op 7 december 2022 kwam De Groot in het nieuws omdat hij Ongehoord Nieuws-verslaggever Jonathan Krispijn, die programma's maakt voor de Nederlandse Publieke Omroep, uitmaakte voor fascist. Op 8 december nam De Groot zijn woorden terug middels een bericht op Twitter. Op 5 december 2023 nam hij afscheid van de Tweede Kamer.
Op 12 december 2023 werd De Groot opnieuw beëdigd als Tweede Kamerlid wegens zwangerschapsverlof van partijgenoot Ilana Rooderkerk. Op 29 maart 2024 nam hij afscheid van de Tweede Kamer.

## Persoonlijk
De Groot woont samen met zijn vriendin en heeft kinderen uit een eerdere relatie.
- Gemeinsame Normdatei: 173010008
- International Standard Name Identifier: 0000 0003 5840 6487
- Parlement.com: vk9hlnkm9kul
- Virtual International Authority File: 245185225
- WorldCat: E39PBJyRvFmwQxhhw99pTrBHG3